# 능허대로
능허대로(Neungheodae-ro)는 인천광역시 연수구 옥련동에서 남동구 고잔동까지 이르는 인천광역시도로, 총 연장은 8.010 km이다. 이름이 유래된 것은 중국의 사신을 맞이했던 능허대를 통과하는 도로임을 반영하여 제명되었다. 특이하게도 동춘동 중간 구간은 봉재산과 관련된 이슈로 인해 도로가 단절된 상태로 보인다.

## 역사
- 2009년 7월 6일 : 도로명으로 능허대로를 고시

## 주요 경유지
- 연수구
  - 옥련2동 - 옥련1동 - 동춘1동 - 동춘2동
- 남동구
  - 고잔동

## 접촉하는 도로
- 비류대로
- 아암대로
- 한나루로
- 독배로
- 인권로
- 대암로
- 솔밭로
- 앵고개로
- 미추홀대로
- 봉재산로
- 먼우금로
- 경원대로
- 승기천로
- 남동서로
- 남동대로
- 남동동로
- 호구포로

## 주요 건물 및 시설
- 인천해양과학고등학교 (능허대로 71/옥련동 194-84)
- 인천 STAY HOTEL (능허대로 181/옥련동 547-15)
- 송도비취타운 (능허대로 187/옥련동 547-10)
- 대형갈비 (능허대로 197/옥련동 548-3)
- 송도효자병원 (능허대로 235/옥련동 557-2)
- 볼보자동차경정비센타 (능허대로 247/동춘동 819-4)
- 원종자원 (능허대로 286/동춘동 743)
- 아산건기 (능허대로 290/동춘동 743)
- 대광철재 (능허대로 296/동춘동 743-9)
- 순천공병 (능허대로 296-1/동춘동 743-9)
- 자연보호 재활용 센터 (능허대로 298/동춘동 743-9)
- 삼주산업 (능허대로 300/동춘동 743-9)
- 인천파이프 (능허대로 320/동춘동 742-4)
- 동막회집 (능허대로 356/동춘동 720-1)
- 인천대건고등학교 (능허대로 437/동춘동 517-1)
- 동춘인라인롤러경기장 (능허대로 499/동춘동 930)
- 경동합판 (능허대로 552/고잔동 703-2)
- 디클 (능허대로 557/고잔동 702-11)
- 금호오션타워 (능허대로 583/고잔동 705-15)
- 대동칼라인쇄 (능허대로 597/고잔동 706-9)
- 미래아이엔씨 (능허대로 643/고잔동 709-15)
- 태진이엔지 (능허대로 645/고잔동 709-15)
- 명진씨에스공장 (능허대로 677/고잔동 713-22)
- 신원데코 (능허대로 680/고잔동 712-1)
- 원광파이프 (능허대로 682/고잔동 712-21)
- 한국전자재료 (능허대로 690/고잔동 712-3)
- 중경산업기계 (능허대로 696/고잔동 712-4)
- 대경화성 (능허대로 713/고잔동 713-24)
- 삼강산업개발 (능허대로 729/고잔동 730-10)
- 프레쉬타운 (능허대로 747/고잔동 729-7)
- 경우정밀 (능허대로 753/고잔동 729-13)

## 같이 보기
- 능허대지